# Strophanthus
Strophanthus es un género de 35-40 especies de plantas de flores de la familia Apocynaceae, naturales principalmente del África tropical, extendiéndose a Sudáfrica con algunas especies en Asia, India meridional, Filipinas y China meridional.
El género incluye lianas, arbustos y árboles pequeños. Las hojas son opuestas, simples, lanceoladas y enteras de 2-20 cm de longitud.
Varias tribus africanas utilizan algunas especies para preparar el veneno de sus flechas.

## Taxonomía
El género fue descrito por Augustin Pyrame de Candolle y publicado en Bull. Sci. Soc. Philom. Paris 3: 122. 1802.
Etimología
Strophanthus: nombre genérico que deriva de "strophos" y "anthos" (flor torcida) por los segmentos torcidos de su corola que en algunas especies alcanzan hasta 35 cm de longitud.

## Especies
- Strophanthus alterniflorus
- Strophanthus amboensis
- Strophanthus annamensis
- Strophanthus arboreus
- Strophanthus arnoldianus
- Strophanthus aurantiacus
- Strophanthus barteri
- Strophanthus bequaertii
- Strophanthus boivinnii
- Strophanthus brevicaudatus
- Strophanthus bullenianus
- Strophanthus capensis
- Strophanthus caudatus
- Strophanthus chinensis
- Strophanthus congoensis
- Strophanthus courmontii
- Strophanthus cumingii
- Strophanthus dichotomus
- Strophanthus divaricatus
- Strophanthus eminii
- Strophanthus glabra
- Strophanthus gratus
- Strophanthus hispidus
- Strophanthus laurifolinus
- Strophanthus kombe
- Strophanthus nicholsoni
- Strophanthus petersianus
- Strophanthus preussii
- Strophanthus sarmentosus
- Strophanthus scandens
- Strophanthus singaporianus - Malasia, Singapur, Borneo
- Strophanthus speciosus
- Strophanthus thallone
- Strophanthus vanderijstii
- Strophanthus welwitschii
- Strophanthus wightianus - S India
- Strophanthus zimmermannianus - Kenia, Tanzania